# Chaetopteroplia libanensis
Chaetopteroplia libanensis är en skalbaggsart som beskrevs av Machatschke 1961. Chaetopteroplia libanensis ingår i släktet Chaetopteroplia och familjen Rutelidae. Inga underarter finns listade i Catalogue of Life.